# Созела
Созела (порт. Sousela)  —  район (фрегезия) в Португалии,  входит в округ Порту. Является составной частью муниципалитета  Лозада. По старому административному делению входил в провинцию Дору-Литорал. Входит в экономико-статистический  субрегион Тамега, который входит в Северный регион. Население составляет 1854 человека на 2001 год. Занимает площадь 7,08 км².